# Rudiet
Een rudiet is een geconsolideerd sedimentair gesteente dat grotendeels uit klasten bestaat die groter zijn dan 0,200 cm (groter dan zand; grind). Rudiet verschilt daarmee van areniet, dat voornamelijk uit kleinere klasten bestaat. De term "rudiet" is een classificatie op grond van de textuur en gaat niet over de samenstelling van het gesteente.
Net als areniet kan rudiet op basis van de samenstelling van de klasten worden ingedeeld in bijvoorbeeld kwartsrudiet, feldsrudiet (voor rudiet met merendeels klasten van veldspaat), of kalkrudiet (voor rudiet met merendeels klasten van carbonaatmineralen, bijvoorbeeld schelpen). Rudiet met voornamelijk siliciklastische klasten wordt breccie of conglomeraat genoemd. Het gaat dan in feite om samengekit grind. Als het om klasten van schelpen, koralen, of andere fossielen gaat wordt het gesteente volgens de classificatie van Dunham (1962) een grainstone of packstone genoemd.